# Pas mal plus mature
Albums de Bumper Stickers
Si j'avais eu un char À venir
Pas mal plus mature est le deuxième album des Bumper Stickers, et c'est le premier avec le nouveau guitariste et leur nouveau batteur. Il a été produit aux studios L'oreil gauche et au Studio Pare-choc en 2009-2010 et sort sous leur propre étiquette : Les disques Pare-Choc

## Liste des pistes
1. Travolta
2. Imbécile Heureux
3. Incubateur
4. T'es pas tanné ?
5. Tchin-lé
6. Au bord du ravin
7. ADN
8. Apprendre à se la fermer
9. Tu vas m'aimer (J'peux payer)
10. Sans Quitter ma chaise
11. Les 4 Accords
12. Stadaconé (remixé en 2010)